# Jordi Sánchez (labdarúgó)
Jordi Sánchez (Barcelona, 1994. november 11. –) spanyol labdarúgó, a lengyel Widzew Łódź csatárja.

## Pályafutása
Sánchez a spanyolországi Barcelona városában született. Az ifjúsági pályafutását a helyi Horta és a Damm csapataiban kezdte, majd 2012-ben a Badalona akadémiájánál folytatta.
2013-ban mutatkozott be a Badalona felnőtt keretében. 2014-ben a Masnou csapatát erősítette kölcsönben, majd még az év vége előtt, a lehetőséggel élve a csapathoz szerződött. 2015 és 2020 között több klubnál is szerepelt, játszott például a Vilassar de Mar, a Prat, a Valencia B, a Numancia és az Ibiza csapataiban is.
2020-ban a másodosztályban szereplő Castellónhoz igazolt. 2020. szeptember 12-én, a Ponferradina ellen 2–1-re megnyert bajnokin debütált. 2021 januárja és júniusa között az UCAM Murciánál szerepelt kölcsönben. 2021-ben az Albacete szerződtette.
2022. július 2-án kétéves szerződést kötött a lengyel első osztályban érdekelt Widzew Łódź együttesével. Először a 2022. július 17-ei, Pogoń Szczecin ellen 2–1-re elvesztett mérkőzés 72. percében, Juliusz Letniowski cseréjeként lépett pályára. Első gólját 2022. július 22-én, a Jagiellonia Białystok ellen idegenben 2–0-ra megnyert találkozón szerezte meg.

## Statisztikák
2023. március 13. szerint
| Klub        | Szezon   | Osztály     | Bajnokság | Bajnokság | Kupa és Ligakupa | Kupa és Ligakupa | Nemzetközi | Nemzetközi | Összesen | Összesen |
| Klub        | Szezon   | Osztály     | Meccs     | Gól       | Meccs            | Gól              | Meccs      | Gól        | Meccs    | Gól      |
| ----------- | -------- | ----------- | --------- | --------- | ---------------- | ---------------- | ---------- | ---------- | -------- | -------- |
| Widzew Łódź | 2022–23  | Ekstraklasa | 22        | 6         | 1                | 2                | —          | —          | 23       | 8        |
| Összesen    | Összesen | Összesen    | 22        | 6         | 1                | 2                | 0          | 0          | 23       | 8        |